# Teviothead
Teviothead est un village écossais situé dans les Scottish Borders.